# Spirale d'Ulam
 (23 février 2017).
Améliorez-le ou discutez des points à vérifier. 
En mathématiques, la spirale d'Ulam, ou spirale des nombres premiers (dans d'autres langues, elle est appelée aussi horloge d'Ulam) est une méthode simple pour la représentation des nombres premiers qui révèle un motif qui n'a jamais été pleinement expliqué. Elle fut découverte par le mathématicien Stanislaw Ulam (connu notamment pour ses travaux sur la bombe H), lors d'une conférence scientifique en 1963. 

## Historique
Ulam se trouva coincé, contraint d'écouter « un exposé très long et très ennuyeux ». Il passa son temps à crayonner et se mit à gribouiller des entiers consécutifs, commençant par 1 au centre, dans une espèce de spirale tournant dans le sens inverse des aiguilles d'une montre. Il obtint une grille régulière de nombres, démarrant par un 1 au centre, et spiralant vers l'extérieur comme ceci :

Première étape menant à la spirale d'Ulam : écrire les nombres naturels selon le sens inverse des aiguilles d'une montre.

Puis, il entoura tous les nombres premiers, il obtint alors l'image suivante :

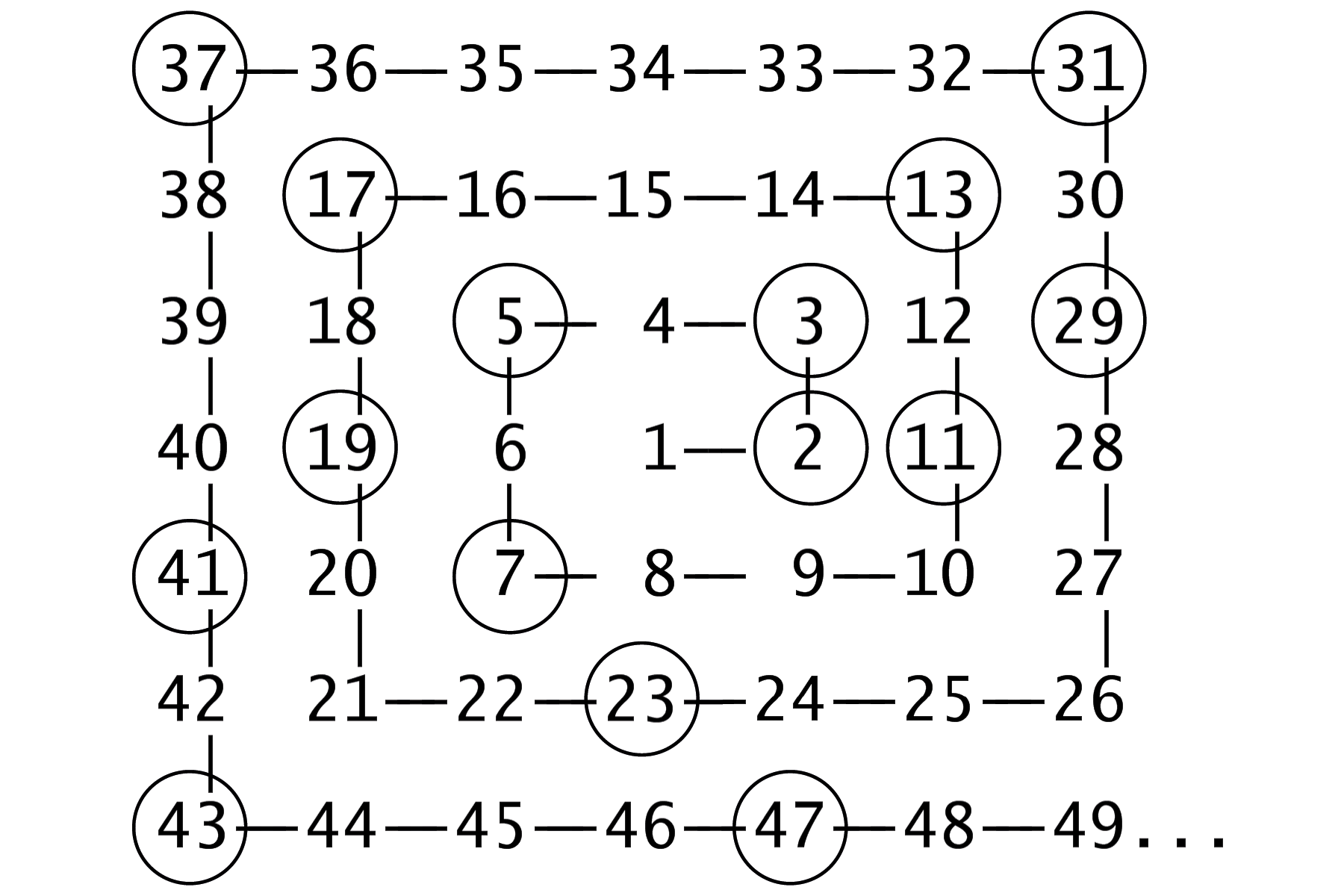
Petite spirale d'Ulam.

À sa surprise, les nombres entourés tendaient à s'aligner le long de lignes diagonales. L'image suivante illustre ce fait. C'est une spirale d'Ulam de 200 × 200, où les nombres premiers sont noirs. Les diagonales noires sont clairement visibles.

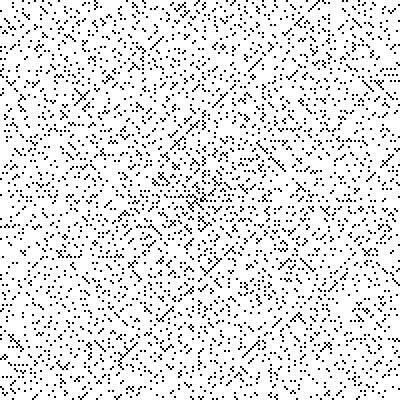
Petite spirale d'Ulam.

De retour à son poste de travail, il développe manuellement sur quelques centaines de points la spirale. Puis avec ses collaborateurs du Los Alamos Scientific Laboratory, Myron Stein et Mark Wells, il développe sur Maniac II son calcul jusqu'à 100 000 points. Ils impriment quelques développements pour les photographier.
En mars 1964, Martin Gardner publie dans la chronique Mathematical Games du magazine Scientific American le développement de la spirale d'Ulam avec quelques photos prises par Ulam et ses collaborateurs. La spirale figure sur la couverture de ce numéro. Dans ses colonnes, Gardner y fait un parallèle avec le triangle de Klauber,.

## Explications
Il apparaît des lignes diagonales comportant une quantité de nombres tracés. Ceci semble rester vrai, même si le nombre central du départ est plus grand que 1. On remarque donc qu’il semble exister une infinité d’entiers naturels a, b et c tels que la fonction :
{\displaystyle f(n)=an^{2}+bn+c\,}
génère un nombre extraordinairement grand de nombres premiers. Ce fut si significatif que la spirale d'Ulam apparut sur la couverture de Scientific American en mars 1964.
À une distance suffisante du centre, les lignes horizontales et verticales sont aussi clairement visibles.
Pour les traqueurs de nombres premiers, ces nombres étaient familiers. Au XVIIIe siècle, Euler avait avancé la formule n2 + n + 17 qui, pour des valeurs successives de n, donnait des nombres premiers de n = 0 à n = 15. En fait, ces seize nombres premiers sont ceux qui apparaissent sur la diagonale principale de la spirale d’Ulam avec 17 comme nombre central de départ : 17, 19, 23, 29, 37, 47, 59, 73, 89, 107, 127, 149, 173, 199, 227 et 257. Euler proposa une autre formule, n2 – n + 41 qui, pour des valeurs successives de n entre 1 et 40, ne produit que des nombres premiers.

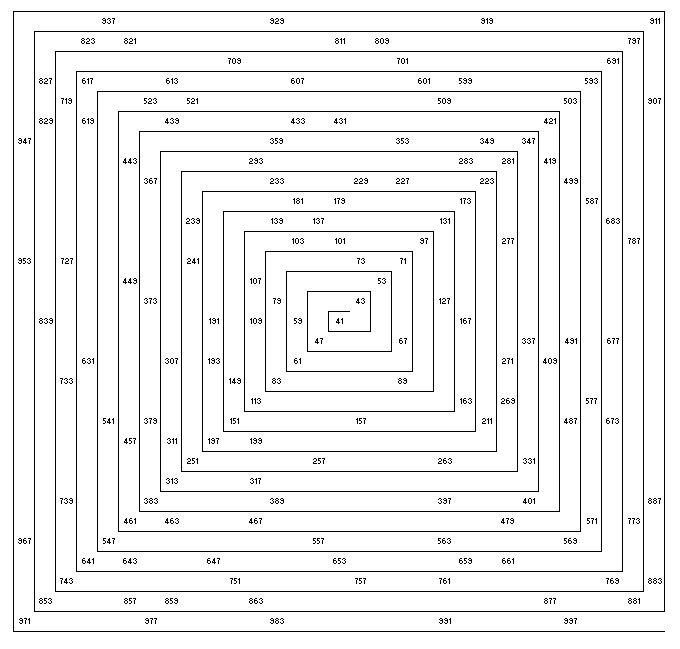
Spirale d'Ulam largeur 31 début à 41

Par calcul sur ordinateur, on montra que la formule d'Euler n2 – n + 41 était étonnamment bonne, puisqu'elle engendre des nombres premiers inférieurs à dix millions dans 47,5 % des cas. Ulam trouva d'autres formules dont les pourcentages de succès étaient presque aussi bons que pour celle d'Euler. 
Certaines autres équations ont été découvertes directement dans la spirale. On note par exemple la formule n2 + n + 3399714628553118047, qui permet d'obtenir douze fois plus de nombres premiers que d'autres lignes de la spirale.

## Spirale du nombre de diviseurs

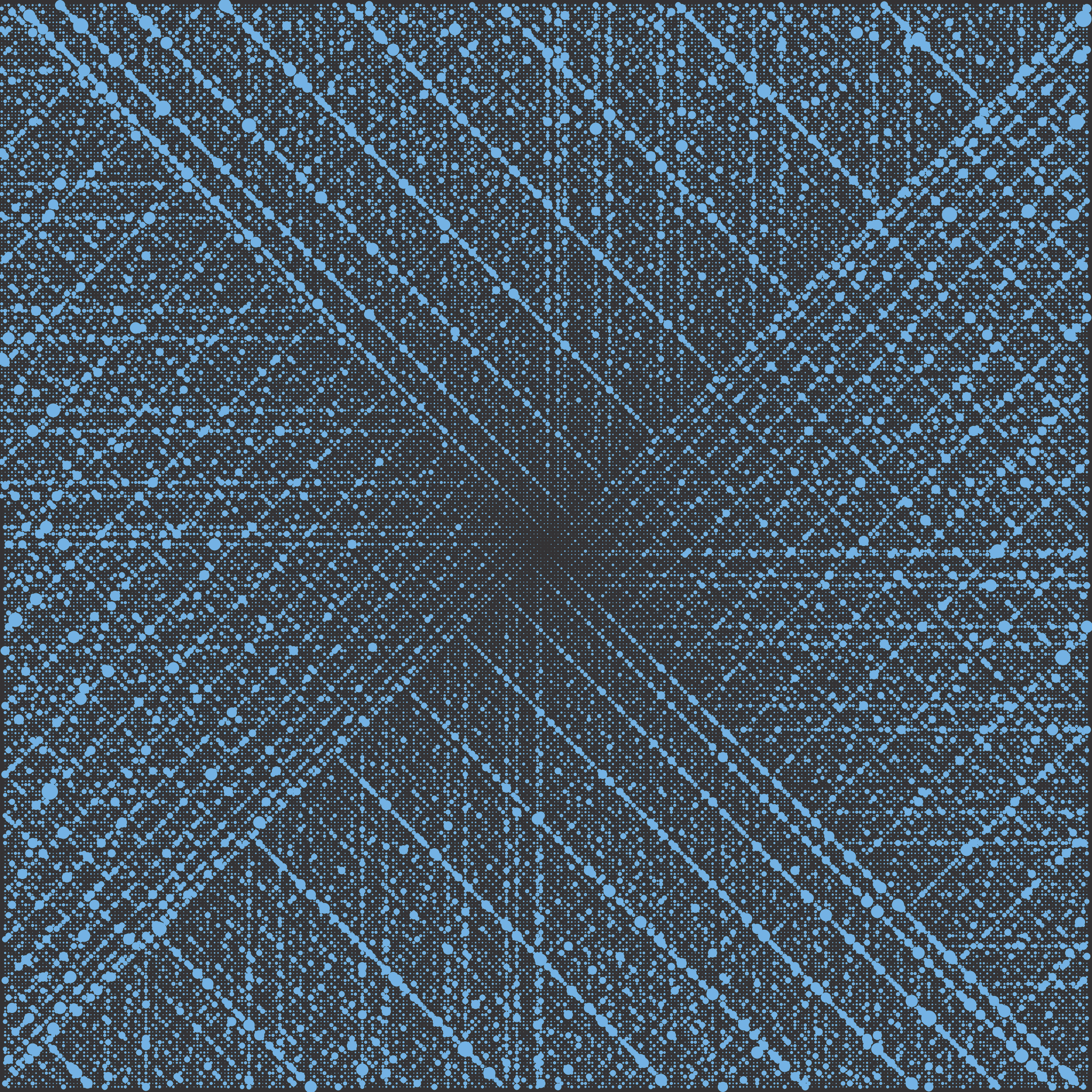
Spirale du nombre de diviseurs des 100000 premiers entiers naturels.

Une autre façon de mettre en évidence des alignements obliques est de tracer au-dessus de chaque nombre, un disque de diamètre égal à son nombre de diviseurs. Les nombres premiers sont donc représentés par un disque de diamètre 2.

## Variantes

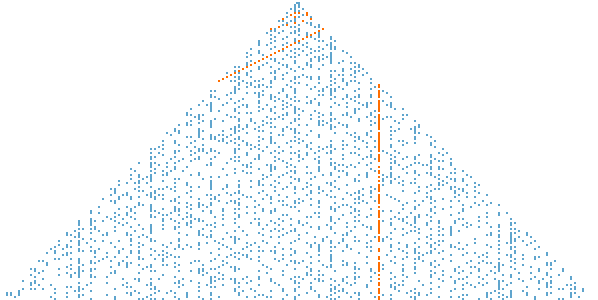
Triangle de Klauber avec des nombres premiers générés par le polynôme d'Euler x^{2}  −  x  +  41 surlignés.

Un article de 1932 de Klauber décrit un triangle dans lequel la ligne n contient les nombres de (n – 1)2 + 1 à n2. Comme dans la spirale d'Ulam, les polynômes quadratiques génèrent des nombres qui se trouvent dans les lignes horizontales. Les lignes verticales correspondent aux nombres de la forme k2 – k + M. Les lignes verticales et diagonales avec une forte densité des nombres premiers sont évidents dans la figure. 

Spirale de Sacks.

Robert Sacks a conçu une variante de la spirale d'Ulam en 1994. Dans la spirale de Sacks, les entiers naturels sont tracés sur une spirale d'Archimède au lieu de la spirale carrée utilisée par Ulam, et sont espacés de telle sorte qu'un carré parfait se produit lors de chaque rotation complète. (Dans la spirale d'Ulam, deux carrés se produisent à chaque rotation.) Le polynôme d'Euler générateur de nombres premiers, x2 – x + 41, apparaît maintenant comme une seule courbe où x prend les valeurs 0, 1, 2, ... Cette courbe approche asymptotiquement d'une ligne horizontale dans la moitié gauche de la figure. (Dans la spirale d'Ulam, le polynôme d'Euler forme deux lignes diagonales, l'un dans la moitié supérieure de la figure, l'autre dans la moitié inférieure de la figure).

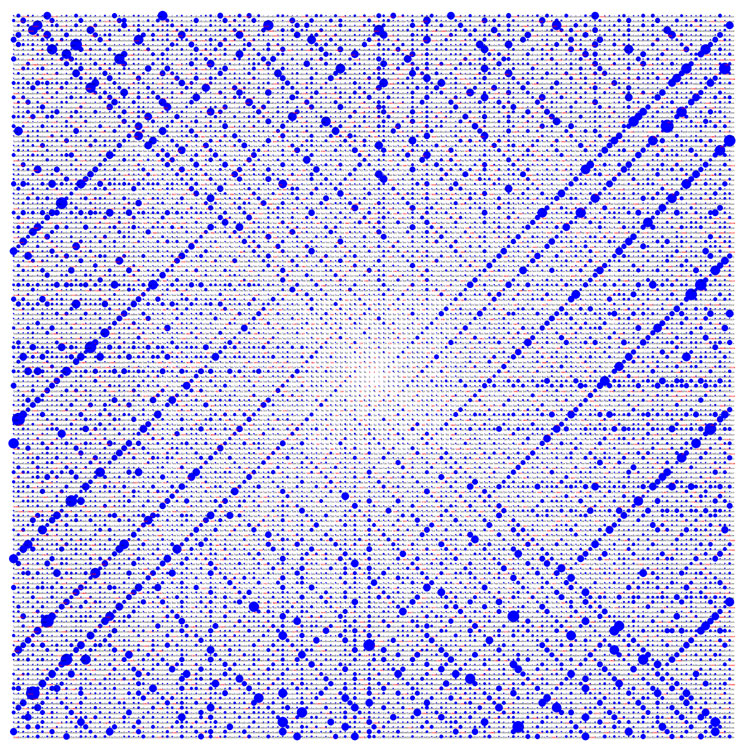
Spirale d'Ulam de taille montrant nombres premiers et composés.

Une structure supplémentaire peut être observée lorsque des nombres composés sont également inclus dans la spirale d'Ulam. Le nombre 1 a un seul facteur, lui-même ; chaque nombre premier a deux facteurs, lui-même et 1 ; les nombres composés sont divisibles par au moins trois facteurs différents. La taille du point représentant un entier indique le nombre de facteurs et sa coloration est en rouge pour les nombres premiers ou en bleu pour les nombres composés, produisant la figure ci-contre.

Spirale hexagonale avec les nombres premiers en vert et les nombres avec de nombreux facteurs en bleu foncé.

Les spirales suivantes génèrent également des lignes riches en nombres premiers, par exemple, des spirales hexagonales.